# Мшага Воскресенская
Мшага Воскресенская — деревня в Шимском районе Новгородской области в составе Шимского городского поселения.

## География
Находится в западной части Новгородской области на расстоянии приблизительно 5 км на запад по прямой от районного центра поселка Шимск.

## История
Деревня находится на месте древних соляных разработок Новгородского края. В 1907 году здесь (село Мшага Новгородского уезда Новгородской губернии) было учтено 134 двора.

## Население
Численность населения: 712 человек (1907 год), 89 (русские 96 %) в 2002 году, 71 в 2010.